# Две ночи с Клеопатрой
Две ночи с Клеопатрой (итал. Due notti con Cleopatra) — итальянский фильм 1953 года режиссера Марио Маттоли.

## Сюжет
Царица Египта Клеопатра, жена императора Марка Антония, когда он выезжает, проводит ночи в компании одного из своих телохранителей, которого на следующий день находят отравленным, чтобы он ничего не смог рассказать. Римский солдат Чезаре, который также служит в охране, тоже попадает в покои царицы.

## В ролях
- Софи Лорен — Клеопатра / Ниска
- Альберто Сорди — Цезарино
- Пауль Мюллер — Тортул
- Этторе Манни — Марк Антоний